# Фред М. Вінсон
Фредерік «Фред» Мур Вінсон (англ. Frederick "Fred" Moore Vinson; 22 січня 1890, Луїза (Кентуккі) — 8 вересня 1953, Вашингтон) — американський юрист і політик, який обіймав посаду 13-го Голови Верховного суду США з 1946 року до своєї смерті в 1953 році. Вінсон був одним із небагатьох американців, які працювали в усіх трьох гілках уряду США. Перш ніж стати Головою Верховного суду США, Вінсон був членом Палати представників США від Кентуккі з 1924 по 1928 рік і з 1930 по 1938 роки, федеральним апеляційним суддею в Апеляційному суді округу Колумбія з 1938 по 1943 рік, а також Міністром фінансів США з 1945 по 1946 рік.

## Життєпис
Фред Вінсон народився 22 січня 1890 року в містечку Луїза, Кентуккі в родині Джеймса Вінсона та Вірджинії Ферґюсон Вінсон. Його батько був тюремним наглядачем, і Вінсон розповідав, що він народився у тюрмі, і забувавши уточнити, що він народився не в тюремній камері, а у приміщенні, призначеному для проживання тюремного наглядача. Фред був четвертою і молодшою дитиною в родині, крім нього в Джеймса та Вірджинії були дочки Лорісса та Джорджия, а також син Роберт. Зростання в родині тюремного наглядача дозволило Вінсону познайомитись із світом юриспруденції: дитиною він часто сидів на засіданнях, що проводив місцевий суддя та друг Фредового батька Стівен Джерард Кіннер. Крім того, судді, прокурори штату та інші юристи часто зупинялись в помешканні Вінсонів. В 1906 році Фред закінчив Луїзську середню школу, а після цього розпочав навчання в Кентуккській нормальній школі  — навчальному закладі, призначеному для підготовки випускників середньої школи до роботи вчителя. В Кентуккській нормальній школі Фред вивчав англійську, латинську та німецьку мови, а також математику, історію, філософію та біологію.
Фред закінчив нормальну школу в 1908 році, після чого, завдяки директору школи він вступив до Сентр-коледжу в Данвіллі, Кентуккі, де вивчав право. Хоча його батьки могли дозволити оплатити навчання Фреда в коледжі, він вирішив вивчитись самотужки, і для цього позичив гроші в банку, щоб частково оплатити своє навчання. Він також отримав стипендію та працював, що дозволило йому три роки навчатись в Сентр-коледжі, з яких два роки він навчався в Школі права Сентр-коледжу. Під час навчання в Школі права, Вінсон був редактором студентського юридичного журналу Basilik, викладав математику в місцевій школі, а також грав у бейсбол. Деякий час Вінсон навіть замислювався над тим, щоб стати професійним бейсболістом: він спробував пробитись до команди «Цинциннаті Редс», але невдало. Він також відзначився своєю феноменальною здатністю запам'ятовувати матеріал: за словами однокурсників, він напам'ять знав підручники, і міг процитувати будь-яку сторінку.
Вінсон закінчив Сентр-коледж в 1911 році і повернувся до Луїзи, щоб скласти адвокатський іспит та почати юридичну практику із старшим партнером.В 1913 році він став міським прокурором і перебував на цьому посту протягом одного року. В наступні роки Вінсон зосередився на своїй юридичній практиці. В 1918 році його мобілізували у зв'язку із вступом США у Першу світову війну. Вінсона не відправляли до Європи і він не брав участь у бойових діях: він спочатку проходив навчання в Кемп-Закарі-Тейлор в Луїсвіллі, а потім проходив офіцерські курси в підготовчій школі в Кемп-Пайк, Арканзас (зараз — Центр підготовки маневрів ім. Робінсона). Демобілізувавшись в грудні 1918 року, він повернувся до Луїзи та відновив свою юридичну практику. Він також став активним учасником місцевих ветеранських заходів, що пізніше йому відкрило шлях до політики.
В 1921 році Вінсона обрали штатним окружним прокурором. Його юрисдикція розповсюджувалась на 32-й округ Кентуккі, до якого входили округи Лоуренс, Елліотт та Картер. Вінсон отримав перемогу на виборах штатного окружного прокурору в тому числі завдяки Бобу Нісу, впливовому республіканцю в окрузі, який колись був арештантом в Луїзській тюрмі, де працював батько Вінсона. Ніса звинувачували у вбивстві, але присяжні постановили, що він був невинним, вбивши людину в процесі самооборони. Під час перебування Ніса в тюрмі, Фред та його брат Роберт передавали йому табак, і Ніс тоді сказав, що завжди пам'ятатиме їхню доброту. Коли прийшов час виборів окружного прокурора штату, брат Фреда Роберт нагадав Нісу, який вже на той час перетворився на впливову фігуру, про його обіцянку, і попросив, щоб він використав свій вплив серед республіканців, щоб ті підтримали Фреда на виборах.
Найвідомішою справою, з якою Вінсон стикнувся перебуваючи на посаді окружного штатного прокурора, була справа про вбивство лікаря Гарві Біґза з Грейсона, Кентуккі. Гарві Біґза застрелив Чарльз Дюваль, батько дівчини, до якої залицявся Біґз. Присяжні виправдали Дюваля, оскільки в суді з'ясувалось, що Біґз обезчестив дочку Дюваля. Родичі Біґза, серед яких був брат Гарві Біґза Джек, найняли Домініка Ґердіні з чиказької банди, що займалась «чорною рукою», тобто вимаганням, щоб той вбив Дюваля. Ґердіні вистрелив в Дюваля, але не вбив. Після цього Ґердіні та чотирьом членам родини Біґзів було пред'явлено обвинувачення в замаху на вбивство. Суд першої інстанції, в якому обвинувачем був прокурор Вінсон, засудив Ґердіні та Джека Біґза до восьми років ув'язнення. Однак апеляційний суд скасував вирок Джеку Біґзу, і вказав на те, що, хоча прокурор Вінсон у своїй заключній заяві стверджував, що йому погрожували члени родини Біґзів, це не підтверджувалось жодними доказами в справі. Апеляційний суд зазначив, що прокурор Вінсон «зухвало зловжив дозволом, наданим прокурорам, для доведення їхньої справи».
В той час штатним окружним прокурорам дозволялось мати власну юридичну практику, і, перебуваючи на посаді Вінсон продовжував бути практикуючим юристом. Інша відома справа була пов'язана саме з приватною практикою Вінсона. Двох поліцейських із Західної Вірджинії звинуватили у вбивстві чоловіка з Луїзи. Батько вбитого чоловіка найняв Вінсона, щоб той допоміг з обвинуваченням поліцейських. Він заплатив Вінсону 5000 доларів США за те, що той погодився взятись за справу, і, за домовленістю, Вінсон мав отримати ще 1000 доларів США за кожен рік ув'язнення, до якого засудять поліцейських, 25 000 доларів США, якщо поліцейських засудять до довічного ув'язнення, та 50 000 США, якщо поліцейських засудять до смертної кари. В результаті суд засудив поліцейських до 21-ого року ув'язнення, і Вінсон отримав 21 000 доларів США на додаток до раніше отриманих 5000 доларів США.
В 1923 році Вінсон одружився із Джулією Робертою Діксон, єдиною дочкою відомого у Луїзі бізнесмена Роберта Портера Діксона. Спочатку відносини між Вінсоном та його майбутнім тестем були напруженими, оскільки вони належали до конкуруючих фракцій місцевої Демократичної партії. Роберт Діксон навіть намагався запобігти обранню Вінсона міським прокурором. Вінсон, своєю чергою, намагався запобігти обранню Діксона поштмейстером Луїзи. Однак вже до весілля Фреда та Роберти відносини між двома чоловіками нормалізувались.
В 1923 році Вінсон обрався від Демократичної партії США в Палату представників США замість конгресмена Вільяма Дж. Філдза, який пішов у відставку, щоб стати губернатором Кентуккі. Він переобирався до Палати представників в 1926 році, однак програв вибори 1928 року. Вінсон був членом Палати представників США від Кентуккі з січня 1924 по березень 1929 року. Протягом цього періоду він був членом комітетів з пенсій, державних земель, боротьби з повенями та військових справ. В 1929, після програшу у виборах до Палати представників в 1928 році, Вінсон повернувся до Луїзи та відновив свою юридичну практику, однак скоро переїхав до Ешленду, міста, що знаходилось за 30 миль від Луїзи. В 1930 році Вінсон знову виграв вибори до Палати представників, і з тих пір продовжував обиратись до Палати, і бути членом Палати до 1938 року.
В листопаді 1937 року президент Франклін Рузвельт призначив Вінсона суддею федерального Апеляційного суду округу Колумбія. Сенат США погодив кандидатуру Вінсона 9 грудня 1937 року. В травні 1938 Вінсон приступив до своїх суддівських обов'язків в Апеляційному суді округу Колумбія. В 1942 році Голова Верховного суду Гарлан Ф. Стоун призначив Вінсона Головою Надзвичайного Апеляційного Суду, який був створений для розгляду великого обсягу справ, пов'язаних із Другою світовою війною. Вінсон був суддею в обох судах до своєї відставки у 1943 році у зв'язку із призначенням Рузвельтом на посаду директора Офісу економічної стабілізації, створеного для контролю над інфляцією. Для Вінсона пост директора Офісу економічної стабілізації став першої посадою у виконавчій гілці федеральної влади.
В липні 1945 року президент Гаррі Трумен призначив Вінсона Міністром фінансів США, а вже в 1946 році Трумен призначив Вінсона Головою Верховного суду США, замість покійного Гарлана Ф. Стоуна. З приводу призначення Вінсона Головою Верховного суду газета New York Times писала, що, хоча з точки зору характеру, загальних здібностей і досвіду Вінсона немає заперечень щодо його призначення, Верховному суду потрібен чоловік, якому сама природа наказала бути суддею, і в цьому сенсі Вінсон не дотягує до попередніх голів Верховного суду Гарлана Ф. Стоуна, Чарльза Еванса Г'юза та Вільяма Говарда Тафта, не говорячи вже про Джона Маршалла.
В 1951 році Трумен запропонував Вінсону свою підтримку в разі, якщо той вирішить боротися за те, щоб стати кандидатом на пост президента США від Демократичної партії. Газета New York Times називала Вінсона найсильнішим після Трумена, хоча і неохочим, можливим кандидатом від Демократичної партії на пост президента. Однак у Вінсона не було президентських амбіцій і він надав перевагу своїй посаді Голови Верховного суду.
Вінсон перебував на посаді Голови Верховного суду США до своєї смерті від серцевого нападу 8 вересня 1953 року в віці 63-х років у Вашингтоні. Після смерті Вінсона виявилось, що він залишив дуже скромну спадщину: його активи оцінювались в 7163 долара США, в той час як борги складали 6000 доларів США. Його юрист також зазначив, що Вінсон залишив страховку, а також деяке нерухоме майно в Кентуккі та Західній Вірджинії, цінність якого, відповідно до його юриста, була настільки малою, що вона не варта згадки. Розпорядником майна Вінсона став його старший син Фред-молодший.

## Діяльність в Палаті представників США

### Перша каденція (1924—1927)
Вінсон дав присягу 31 січня 1924 року і так розпочалась його перша каденція в Палаті представників США. В лютому 1924 року Вінсона призначили до трьох комітетів: з пенсій, державних земель та боротьби з повенями. В грудні 1925 року його також призначили до комітету з військових справ. Завдяки роботі в комітеті у Вінсона встановились зв'язки з лідерами багатьох ветеранських організацій.
Протягом першої каденції Вінсон голосував, зокрема, за: передання від ВМС США до Берегової охорони США деяких суден, а також за побудову суден для Берегової охорони США, з тим, щоб Берегова охорона пильніше наглядала за дотриманням «Сухого закону»; законодавство про пільги та виплати ветеранам Першої світової війни; збільшення зарплатні працівникам поштового сервісу США, та збільшення пенсій ветеранам іспано-американської війни. Він голосував, зокрема, проти: внесення конституційної поправки, яка б забороняла звільняти цінні папери від оподаткування; виділення 365 000 доларів Говардському університету, який тоді був приватним навчальним закладом призначеним для навчання афроамериканців; виділення допомоги в розмірі 10-и мільйонів доларів Німеччині,законопроекту, який би дозволив президенту США призначити двох додаткових суддів до Окружного суду Південного округу Нью-Йорка; законопроекту, який би полегшував торгівлю з Китаєм, зокрема, шляхом зменшення оподаткування на дивіденди, отримані від інвестицій в китайські компанії; будівництва Арлінгтонського меморіального мосту; будівництва притулків для мігруючих птахів, встановлення суспільних місць для стрільби; скасування надбавки на тариф за проїзд в комфортабельних пульманівських вагонах; законопроекту, що надавав Міністру фінансів США широкі повноваження забезпечувати федеральні органи США будівлями; законопроекту щодо регулювання радіозв'язку;створення Федеральної фермерської ради з метою допомоги продавати фермерам надлишки врожаю; та врегулювання французького боргу.
Вінсон також брав участь в дебатах щодо податкового законодавства, а саме щодо ставок податку на доходи, демонструючи свої математичні здібності; виступав із промовами на захист законодавства про пільги та виплати ветеранам Першої світової війни, а також на захист тарифів проїзду в комфортабельних пульманівських вагонах; подавав петиції жителів деяких округів Кентуккі на підтримку законопроекту, що обмежував імміграцію до США з Південної та Східної Європи, та забороняв імміграцію з Азії (законопроект Джонсона), а також петиції від жителів Кентуккі із наполяганням прийняти закон про збільшення пенсій ветеранам громадянської війни та їхнім удовам; виступав проти угоди про зменшення італійського боргу, називаючи умови виплати боргу подарунком; і виступав на захист законопроектів, що стосувались Кентуккі: наприклад, законопроект про перехід права власності над певними автомагістралями до штату Кентуккі, законопроект щодо умов для створення національного парку «Мамонтова печера» в Кентуккі. За першу каденцію Вінсон став автором трьох законопроектів: законопроекту щодо створення ради із закупівлі повітряних суден, законопроекту щодо підвищення ефективності ВМС США та законопроекту, що заохочував більше використання коней в армії США.
Вінсон також відзначився тим, що висміяв президента США Калвіна Куліджа, зачитавши в Палаті представників США статтю газети Washington Times, під заголовком «Кулідж катається на „коні“ — механічному кріпленні з перекрученими дротами, але він знову у формі для вправ» (англ. Coolidge Rides on "Horse" - Mechanical Mount Got Wires Twisted, but He's Good Again For Exercise), в якій в глузливому тоні розповідалось, що замість того, щоб кататись на коні в парку, Кулідж займався кінним спортом на електричному коні. На заперечення, що глузування з офіційних осіб має бути заборонено в Палаті представників США, Вінсон відповів: «день, коли буде встановлено правило, що запобігає критиці, і, можливо, конструктивній критиці, офіційних осіб нашого уряду, навіть голови виконавчої влади, буде дуже сумним днем в історії нашої країни».

### Друга каденція (1927—1929)
Під час другої каденції в грудні 1927 року Вінсон був призначений до важливого комітету з асигнувань. Він голосував, зокрема, за: законопроект про встановлення контролю за надлишками сільськогосподарської продукції; за окрему платню в нічні години працівникам поштового сервісу США, відшкодування витрат на оренду, паливо, освітлення та обладнання поштмейстерам четвертого рангу; про ранній вихід на пенсію за станом здоров'я певних категорій військовослужбовців; допомогу федерального уряду штатам в будівництві сільських поштових доріг; законопроект про контроль над повенями; та координацію урядової діяльності в сфері охорони здоров'я. Вінсон голосував, зокрема, проти створення Національного заповіднику дикої природи на Міссісіпі та виділення фінансування Говардському університету.
Вінсон виступав з промовами на захист: законодавства, виробленого в комітеті асигнувань, наприклад, законопроекту про асигнування 1929 року;  діяльності Федеральної торгової комісії; та законодавства, що стосувалось Кентуккі, наприклад, законопроекту, що дозволяв побудувати через річку Огайо міст, який би з'єднував місто Мейсвілл (Кентуккі) із селищем Абердин (Огайо). Вінсон також виступив із промовою проти конституційної поправки, яка закріплювала чіткі терміни початку строків перебування на посаді президента США, віце-президента США та членів Конгресу. Зокрема, Вінсону не подобалось те, що відповідно до поправки, виходило, що член Конгресу може дати присягу та приступити до виконання своїх обов’язків тільки через 13 місяців після його перемоги на виборах.
Як і в першу каденцію, Вінсон подавав різні петиції від жителів Кентуккі, наприклад, петиції про опозицію до законопроектів про обов'язкове дотримання недільних обмежень, та петиції щодо законодавства про пенсії ветеранам громадянської війни. Крім того, він інформував членів Палати представників США про руйнівний вплив Великої повені на Міссісіпі 1927 року на Кентуккі.

### Третя каденція (1931—1933)
Під час третьої каденції Вінсона призначали до дуже впливового комітету державних доходів. В Палаті представників комітет державних доходів займався податковою політикою. Болнер вважає, що зважаючи на те, що раніше Вінсон недовго побув у Палаті представників та його попередня діяльність не мала великого впливу, призначення до такого комітету означало, що у Вінсона були гарні зв’язки із лідерами Демократичної партії та, що він вразив цих лідерів своєю майстерністю розбиратись в складних податкових питаннях. Його робота протягом в комітеті державних доходів та робота головою спеціального підкомітету з питань оподаткування заробили Вінсону репутацію одного з провідних експертів країни з податкових і фіскальних питань.
Вінсон голосував, зокрема, за: створення Корпорації з фінансування відбудови (англ. Reconstruction Finance Corporation) призначеної для боротьби з жорсткою економічною кризою шляхом надання позик банкам, сільськогосподарським та іншим підприємствам; законодавство, що дозволяло Федеральній резервній системі позичати гроші банкам (Закон Ґласса-Стіґла); законопроект, що звужував повноваження федеральних судів видавати судові заборони в трудових спорах, а також забороняв закріплювати в трудових договорах зобов'язання працівника не вступати до профспілок (Закон Норріса-Ла Ґуардіа); та законодавство, що передбачало надання незалежності Філіппінам через 10 років; за регулювання купівлю-продажу бавовни.
Він голосував, зокрема, проти: законопроекту про трансатлантичне авіасполучення, відповідно до якого, до літаків, що літають над морем застосовується морське право, американським авіакомпаніям дозволялось укладати договори з європейськими авіакомпаніями, та американським авіакомпаніям дозволялось брати участь у тендерах на перевезення пошти; та законодавство, що обмежувало лікарів у виписуванні медичного спиртного. Вінсон також виступав проти Закону про доходи 1932 року, критикуючи його, зокрема, за впровадження податків на бензин. Крім того, він виступав проти збільшення податку на сигарети: підвищення податку на сигарети, сказав Вінсон, «приведе в дію закон зменшення прибутку, що в повсякденній мові означає просто вбивство гуски, яка несе золоте яйце».
В кінці 1932 року очолюваний Вінсоном спеціальний підкомітет з питань оподаткування опублікував доповідь щодо стану оподаткування в США. Доповідь, зокрема, закликала федеральний уряд, уряди штатів та місцеві адміністрації припинити подвійне оподаткування. В доповіді зазначалось, що підкомітет виявив 326 випадків подвійного оподаткування з боку федерального уряду та з боку уряду штатів. Крім того, в доповіді говорилось про те, що найкращим способом проведення податкової реформи було б скорочення урядових витрат на всіх рівнях.
В березні 1933 року зібрався 73-ий Конгрес на надзвичайну сесію. Президентом вже був демократ Франклін Рузвельт. Вінсон вже був десятим за старшинством членом бюджетного комітету. Цей комітет почав відігравати ще важливішу роль на фоні розробки законодавства, що мало впровадити політику Нового курсу Рузвельта. Вінсон брав участь в розробці ранніх заходів в рамках політики Нового курсу. Зокрема, він відігравав важливу роль в розробці таких законів, як Закон про відновлення промисловості, Закон про регулювання сільського господарства, які потім були скасовані Верховним судом США як неконституційні.

## Діяльність на посаді судді Апеляційного суду округу Колумбія

### Загальний огляд
До Апеляційного суду округу Колумбія оскаржуються рішення федерального окружного суду округу Колумбія.За п'ять років на посаді судді Вінсон брав участь у розгляді 439 справ. За весь цей період Вінсон не погодився із рішенням більшості суду лише 5 разів. Будучи суддею Апеляційного суду округу Колумбія він написав 107 думок від імені більшості, 5 відмінних думок та 3 окремі думки. Він також написав дві думки, в яких частково погоджувався із рішенням більшості, а частково — ні. Американський історик та письменник Генрі Прінґл  писав, що, хоча за п'ять років Вінсон не написав великих думок, його думки були розсудливим та чітко сформульованими.
Вінсон написав думку більшості в 25 випадках, коли розглядались клопотання про перегляд справи. В усіх цих випадках окрім 4-х він відмовляв у перегляді справи. З тих 4-х випадків, коли він задовольнив вимогу про перегляд справи, 3 його рішення про задоволення такої вимоги були скасовані Верховним судом США. Підхід Вінсона до справ характеризувався шанобливим ставленням до позиції законодавця, коли йшлося про тлумачення законів. Він дуже ретельно вивчав законодавчу історію та формулювання того чи іншого закону. Він також сильно покладався на прецеденти. Вважається, що Вінсон був схильний до філософії обмеження суддівського розсуду, відповідно до якою судді надають більшу свободу дій політикам, що перебувають на виборних посадах.
Близько 18-ти відсотків справ, в яких Вінсон написав думку від імені більшості суддівської колегії, становили справи з питань оподаткування. Сент-Клер та Ґаґін зазначають, що в податкових справах Вінсон не був настільки схильним до позиції уряду, як в інших видах справ. Вінсон ухвалив рішення не на користь уряду в 10 з 19-ти податкових справ, в яких він написав думку від імені більшості.
В кримінальних справах Вінсон часто ставав на бік уряду. Він написав 12 думок від імені більшості в кримінальних справах, і тільки в трьох випадках він ухвалив рішення на користь відповідачів, а не уряду.

### Справа Джорджа Вєрека
Однією з найвідоміших кримінальних справ, в якій Вінсон написав думку більшості, була справа німецько-американського письменника та редактора Джорджа Сільвестра Вєрека. Вєрека звинувачували у тому, що коли він реєструвався іноземним агентом, як того вимагало законодавство США, він не розкрив усієї необхідної інформації. Ще до судового розслідування Вєрека називали в пресі зареєстрованим пропагандистом Німеччини та нацистським агентом, а також забороняли його книги. Вєрек зареєструвався в Держдепартаменті США як автор та журналіст, і назвав своїми роботодавцями одну мюнхенську газету та німецьку бібліотеку. Уряд США обвинувачував Вєрека в тому, що той розповсюджував про-німецьку та анти-британську пропаганду, зокрема, користуючись внутрішньої поштою Конгресу США, а саме, листами, на яких дозволялось не проставляти поштові штампи. Стверджувалось, що Вєрек писав промови для одного із сенаторів. Присяжні федерального окружного суду визнали Вєрека винним у приховуванні факту того, що той займався пропагандою шляхом написання промов для конгресменів США. Вєрек подав апеляцію, яку розглядав Апеляційний суд округу Колумбія.

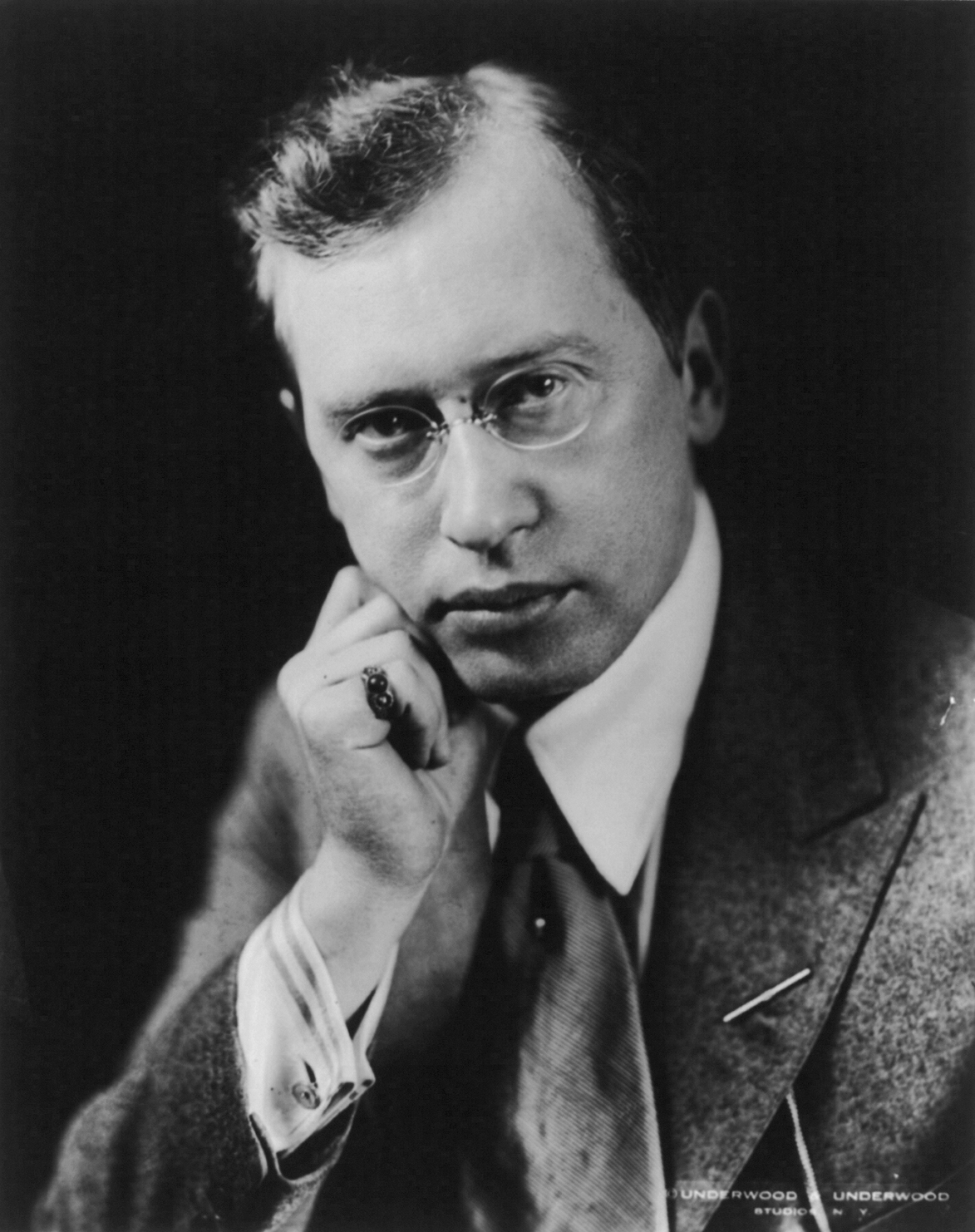
Джордж Сільвестр Вєрек, 1922 р.

Під час апеляційного розгляду Вєрек стверджував, що його обвинувачували в одному діянні, а судили за інше, і жодне з діянь не порушувало законодавства про реєстрацію іноземних політичних агентів, а також, що як для кримінального закону, закон про реєстрацію іноземних агентів був занадто невизначеним. Вінсон залишив в силі рішення суду першої інстанції. Розглядаючи справу, Вінсон проаналізував законодавство, що вимагало реєстрації іноземних агентів, підзаконні акті, прийняті Держдепартаментом на виконання цього законодавства, повноваження Держсекретаря США вимагати розкриття всієї політичної діяльності, і дійшов висновку, що, оскільки пропаганда, беззаперечно, на думку Вінсона, є політичною діяльністю, то законодавство про реєстрацію іноземних агентів розповсюджується на пропаганду. Крім того, Вінсон знайшов, що Вєрек займався пропагандою, зокрема, допомагаючи сенаторам писати промови та розповсюджуючи погляди конгресменів на політичні питання. Він також дійшов висновку, що законодавство про реєстрацію іноземним агентом було достатньо чітким.
Тим не менш, Верховний суд США скасував вирок Вєреку, оскільки, суд дійшов висновку, що законодавство не вимагало від Вєрека доповідати про діяльність, яку він провадив від свого імені. В такому тлумаченні міститься ніби дорікання тлумаченню законодавства Вінсоном. Тодішній Голова Верховного суду Гарлан Ф. Стоун, який написав думку від імені більшості, зазначив: «На людей не накладається кримінальне покарання тому, що їхня поведінка ображає наші патріотичні емоції або перешкоджає загальній меті, яка досягається конкретними наказами, яких вони не порушили. Вони також не можуть бути визнані винними в злочинах, незазначених, хоча й через недогляд, в законі. Адже суди не мають повноважень придушувати зло, якщо тільки це не передбачено законом, і тільки згідно із законом.» Врешті, обвинувачення побудувало нову справу проти Вєрека, і цього разу він знову був засуджений, а Верховний суд відмовив у перегляді справи.

## Номінації та нагороди
В 1947 році суспільно-політична ветеранська організація «Американський легіон» нагородила Вінсона Медаллю «За видатні заслуги».
В 1947 році Вінсон був нагороджений Медаллю «За Заслуги» президентом Гаррі Труменом «за винятково похвальну поведінку під час служби Сполученим Штатам з травня 1943 по червень 1946».

## Особисте життя
У Вінсона та його дружини було два сини: Фред-молодший (1925—1982) та Джеймс (1929—1978). Дружина Вінсона Джулія Роберта померла в 1983 році у віці 85-и років. Брат Вінсона Роберт був поштмейстером в Луїзі, він помер майже за рік до Вінсона 30 грудня 1952.

## В популярній культурі
В телефільмі каналу PBS «Проста справедливість» (англ. Simple Justice) 1993 року Вінсона зіграв актор Рой Лінд.
В американському фільмі «Колір мужності» (англ. The Color of Courage) 1998 року Вінсона зіграв актор Вільям Нанн.